# Achaius nivium
Achaius nivium är en stekelart som beskrevs av Heinrich 1965. Achaius nivium ingår i släktet Achaius och familjen brokparasitsteklar. Inga underarter finns listade i Catalogue of Life.